# Olympische Sommerspiele 1928/Teilnehmer (Belgien)
| Gelbes Symbol für Goldmedaillen mit stilisierten Olympischen Ringen | Graues Symbol für Silbermedaillen mit stilisierten Olympischen Ringen | Braundes Symbol für Bronzemedaillen mit stilisierten Olympischen Ringen |
| ------------------------------------------------------------------- | --------------------------------------------------------------------- | ----------------------------------------------------------------------- |
| —                                                                   | 1                                                                     | 2                                                                       |

Belgien nahm an den Olympischen Sommerspielen 1928 in Amsterdam, Niederlande, mit einer Delegation von 170 Sportlern (159 Männer und elf Frauen) teil.

## Medaillengewinner

### Silber
| Name          | Sportart | Wettkampf               |
| ------------- | -------- | ----------------------- |
| Edmond Spapen | Ringen   | Bantamgewicht, Freistil |

### Bronze
| Name                                                | Sportart | Wettkampf             |
| --------------------------------------------------- | -------- | --------------------- |
| Léonard Steyaert                                    | Boxen    | Mittelgewicht         |
| Léon Flament, François De Coninck & Georges Anthony | Rudern   | Zweier mit Steuermann |

## Teilnehmer nach Sportarten

### Boxen
- Marcel Sartos
Fliegengewicht: 9. Platz

- Raymond van Rumbecke
Bantamgewicht: 9. Platz

- Luc Biquet
Federgewicht: 4. Platz

- Pierre Godart
Leichtgewicht: 17. Platz

- Adrien Anneet
Weltergewicht: 9. Platz

- Léonard Steyaert
Mittelgewicht: Bronze

### Fechten
- Raymond Bru
Florett, Einzel: 6. Platz
Florett, Mannschaft: 4. Platz

- Pierre Pêcher
Florett, Einzel: Halbfinale
Florett, Mannschaft: 4. Platz

- Albert De Roocker
Florett, Einzel: Halbfinale
Florett, Mannschaft: 4. Platz

- Max Janlet
Florett, Mannschaft: 4. Platz

- Jean Verbrugghe
Florett, Mannschaft: 4. Platz

- Charles Crahay
Florett, Mannschaft: 4. Platz

- Léon Tom
Degen, Einzel: 4. Platz
Degen, Mannschaft: 4. Platz

- Charles Delporte
Degen, Einzel: 6. Platz
Degen, Mannschaft: 4. Platz

- Charles Debeur
Degen, Einzel: 7. Platz
Degen, Mannschaft: 4. Platz

- Émile Barbier
Degen, Mannschaft: 4. Platz

- Xavier de Beuckelaer
Degen, Mannschaft: 4. Platz

- Georges Dambois
Degen, Mannschaft: 4. Platz

- Henri Brasseur
Säbel, Einzel: Halbfinale

- Jacques Kesteloot
Säbel, Einzel: Halbfinale
Säbel, Mannschaft: 7. Platz

- Édouard Yves
Säbel, Einzel: Vorrunde
Säbel, Mannschaft: 7. Platz

- Jules Stordeur
Säbel, Mannschaft: 7. Platz

- Marcel Cuypers
Säbel, Mannschaft: 7. Platz

- Gaston Kaanen
Säbel, Mannschaft: 7. Platz

- Jenny Addams
Frauen, Florett, Einzel: 6. Platz

- Edith Addams
Frauen, Florett, Einzel: Vorrunde

- Hilda Deswarte
Frauen, Florett, Einzel: Vorrunde

### Fußball
- Herrenteam
5. Platz

- Kader
Henri Bierna
Gustave Boesman
Pierre Braine
Raymond Braine
Jean Caudron
Jan De Bie
Leon De Coninck
Henri De Deken
Georges De Spae
Gérard Devos
Jan Diddens
Georges Ditzler
August Hellemans
Nicolas Hoydonckx
Jules Lavigne
Jacques Moeschal
August Ruyssevelt
Henri Van Averbeke
Florimond van Halme
Sébastien Verhulst
Louis Versyp
Bernard Voorhoof
- Trainer:
Viktor Löwenfeld

### Gewichtheben
- Ferdinand Renier
Federgewicht: 12. Platz

- Albert Maes
Federgewicht: 17. Platz

- V. Van Hamme
Leichtgewicht: 12. Platz

- J. Adriaenssens
Leichtgewicht: DNF

- Jan Van Rompaey
Mittelgewicht: 8. Platz

- Marcel van der Goten
Mittelgewicht: 11. Platz

- Jules van der Goten
Halbschwergewicht: 13. Platz

- Marcel Panen
Schwergewicht: 15. Platz

### Hockey
- Herrenteam
4. Platz

- Kader
Adolphe Goemaere
André Seeldrayers
Auguste Goditiabois
Charles Koning
Claude Baudoux
Cornelis Wellens
Émile Vercken
Étienne Soubre
Freddy Cattoir
Georges Grosjean
John van der Straeten
Joseph Jastine
Lambert Adelot
Louis de Deken
Louis Diercxsens
Paul Delheid
René Mallieux
Yvon Baudoux

### Leichtathletik
- Paul Brochart
100 Meter: Viertelfinale
200 Meter: Vorläufe
4 × 100 Meter: Vorläufe

- Willy Dujardin
100 Meter: Vorläufe
200 Meter: Vorläufe
4 × 100 Meter: Vorläufe

- Fred Zinner
100 Meter: Vorläufe
4 × 100 Meter: Vorläufe
Diskuswurf: 32. Platz in der Qualifikation

- Adolphe Groscol
100 Meter: Vorläufe
200 Meter: Vorläufe
4 × 100 Meter: Vorläufe

- François Prinsen
200 Meter: Vorläufe
400 Meter: Viertelfinale
4 × 400 Meter: Vorläufe

- Émile Langenraedt
400 Meter: Vorläufe
4 × 400 Meter: Vorläufe

- Gérald Bertheloot
800 Meter: Vorläufe

- Philippe Coenjaerts
800 Meter: Vorläufe
4 × 400 Meter: Vorläufe

- Julien Serwy
5000 Meter: Vorläufe
10.000 Meter: 18. Platz

- Léon Broers
Marathon: 18. Platz

- Gerard Steurs
Marathon: 37. Platz

- Jean Linssen
Marathon: 42. Platz

- Joseph Marien
Marathon: 56. Platz

- Armand Lepaffe
110 Meter Hürden: Vorläufe

- René Joannes-Powell
110 Meter Hürden: Vorläufe
Stabhochsprung: In der Qualifikation ausgeschieden
Zehnkampf: 25. Platz

- Émile Swinnen
400 Meter Hürden: Vorläufe

- Edgard Viseur
3000 Meter Hindernis: Vorläufe

- Jozef Langenus
3000 Meter Hindernis: Vorläufe

- Émile Vercken
4 × 400 Meter: Vorläufe

- Maurice Henrijean
Stabhochsprung: 10. Platz in der Qualifikation

- Gérard Noël
Stabhochsprung: 14. Platz in der Qualifikation
Zehnkampf: 27. Platz

- Auguste Vos
Kugelstoßen: 20. Platz in der Qualifikation

- Jules Herremans
Speerwurf: 18. Platz in der Qualifikation

- Gaston Étienne
Speerwurf: 22. Platz in der Qualifikation
Zehnkampf: 23. Platz

- Sidonie Verschueren
Frauen, 100 Meter: Vorläufe
Frauen, Hochsprung: 16. Platz

- Ida Degrande
Frauen, 800 Meter: Vorläufe

- Juliette Segers
Frauen, 800 Meter: Vorläufe
Frauen, 4 × 100 Meter: Vorläufe

- Elise Van Truyen
Frauen, 4 × 100 Meter: Vorläufe
Frauen, Hochsprung: 17. Platz

- Rose van Crombrugge
Frauen, 4 × 100 Meter: Vorläufe

- Léontine Stevens
Frauen, 4 × 100 Meter: Vorläufe
Frauen, Hochsprung: 10. Platz

- Lucie Petit-Diagre
Frauen, Diskuswurf: 20. Platz

- Jenny Toitgans
Frauen, Diskuswurf: 21. Platz

### Moderner Fünfkampf
- Édouard Écuyer de le Court
Einzel: 27. Platz

- Charles Van Nerom
Einzel: 32. Platz

- Charles Cumont
Einzel: 35. Platz

### Radsport
- Jean Aerts
Straßenrennen, Einzel: 11. Platz
Straßenrennen, Mannschaft: 5. Platz
1000 Meter Einzelzeitfahren: 9. Platz

- Pierre Houdé
Straßenrennen, Einzel: 12. Platz
Straßenrennen, Mannschaft: 5. Platz

- Jef Lowagie
Straßenrennen, Einzel: 13. Platz
Straßenrennen, Mannschaft: 5. Platz

- Jean Chaerels
Straßenrennen, Einzel: 24. Platz
Straßenrennen, Mannschaft: 5. Platz

- Yves Van Massenhove
Sprint: 5. Platz
4000 Meter Mannschaftsverfolgung: 5. Platz

- August Meuleman
4000 Meter Mannschaftsverfolgung: 5. Platz

- Jean Van Buggenhout
4000 Meter Mannschaftsverfolgung: 5. Platz

- Albert Muylle
4000 Meter Mannschaftsverfolgung: 5. Platz

### Reiten
- Oswald Lints
Dressur, Einzel: 24. Platz
Dressur, Mannschaft: 8. Platz

- Henri Laame
Dressur, Einzel: 27. Platz
Dressur, Mannschaft: 8. Platz

- Roger Delrue
Dressur, Einzel: 29. Platz
Dressur, Mannschaft: 8. Platz

- Gaston Mesmaekers
Springreiten, Einzel: 35. Platz
Springreiten, Mannschaft: 14. Platz

- Jacques Misonne
Springreiten, Einzel: 38. Platz
Springreiten, Mannschaft: 14. Platz

- Baudouin de Brabandère
Springreiten, Einzel: 44. Platz
Springreiten, Mannschaft: 14. Platz

- Louis Rousseaux
Vielseitigkeit, Einzel: 11. Platz
Vielseitigkeit, Mannschaft: Kein Ergebnis

- Louis-Marie de Jonghe d’Ardoye
Vielseitigkeit, Einzel: DNF
Vielseitigkeit, Mannschaft: Kein Ergebnis

- Georges van der Ton
Vielseitigkeit, Einzel: DNF
Vielseitigkeit, Mannschaft: Kein Ergebnis

### Ringen
- Piet Mollin
Bantamgewicht, griechisch-römisch: 9. Platz

- Jacques Dillen
Federgewicht, griechisch-römisch: 9. Platz

- Frits Janssens
Leichtgewicht, griechisch-römisch: 7. Platz

- Jean Saenen
Mittelgewicht, griechisch-römisch: 5. Platz

- Nicolas Appels
Halbschwergewicht, griechisch-römisch: 4. Platz

- Gustave Colpaert
Schwergewicht, griechisch-römisch: 11. Platz

- Edmond Spapen
Bantamgewicht, Freistil: Silber

- Pierre Bressinck
Federgewicht, Freistil: 5. Platz

- Jean Smet
Leichtgewicht, Freistil: 8. Platz

- Hyacinthe Roosen
Weltergewicht, Freistil: 7. Platz

- Louis van der Herten
Mittelgewicht, Freistil: 8. Platz

- Jacques van Assche
Halbschwergewicht, Freistil: 5. Platz

- Léon Charlier
Schwergewicht, Freistil: 6. Platz

### Rudern
- Jacques Mottard
Einer: 2. Runde

- André Houppelyne
Doppelzweier: 2. Runde

- Achille Mengé
Doppelzweier: 2. Runde

- Philippe Van Volckxsom
Zweier ohne Steuermann: 2. Runde

- Carlos Van den Driessche
Zweier ohne Steuermann: 2. Runde

- Léon Flament
Zweier mit Steuermann: Bronze

- François De Coninck
Zweier mit Steuermann: Bronze

- Georges Anthony
Zweier mit Steuermann: Bronze 
Achter: 2. Runde

- Maurice Delplanck
Vierer mit Steuermann: Viertelfinale

- Theo Wambeke
Vierer mit Steuermann: Viertelfinale

- Alphonse Dewette
Vierer mit Steuermann: Viertelfinale

- Charles Van Son
Vierer mit Steuermann: Viertelfinale

- Jean Bauwens
Vierer mit Steuermann: Viertelfinale

- Marcel Roman
Achter: 2. Runde

- H. Micha
Achter: 2. Runde

- J. Jonlet
Achter: 2. Runde

- A. Lambrecht Jr.
Achter: 2. Runde

- André Lemaire
Achter: 2. Runde

- Victor Denis
Achter: 2. Runde

- R. Macors
Achter: 2. Runde

- J. van Malderen
Achter: 2. Runde

### Schwimmen
- Martial Van Schelle
100 Meter Freistil: Vorläufe
4 × 200 Meter Freistil: Vorläufe

- Louis van Parijs
4 × 200 Meter Freistil: Vorläufe
200 Meter Brust: Vorläufe

- Pierre Coppieters
4 × 200 Meter Freistil: Vorläufe

- Gérard Blitz
4 × 200 Meter Freistil: Vorläufe
100 Meter Rücken: Vorläufe

- Joseph de Combe
200 Meter Brust: Vorläufe

### Segeln
- Léon Huybrechts
12-Fuß-Jolle: 9. Platz

- Arthur Sneyers
6-Meter-Klasse: 5. Platz

- Frits Mulder
6-Meter-Klasse: 5. Platz

- Ludovic Franck
6-Meter-Klasse: 5. Platz

- Willy Van Rompaey
6-Meter-Klasse: 5. Platz

- A. J. J. Fridt
6-Meter-Klasse: 5. Platz

### Wasserball
- Herrenteam
5. Platz

- Kader
Jules Brandeleer
René Bauwens
Joseph Malissart
Gérard Blitz
Pierre Coppieters
Louis van Gheem
Henri De Pauw
Fernand Visser
André Mélardy